# Válber Costa
Válber Costa (São Luís, 6 december 1971) is een voormalig Braziliaans voetballer.